# Ivo Pogorelich
Ivo Pogorelich (Belgrado, Yugoslavia, 20 de octubre de 1958) es un pianista croata nacido en la capital de la actual Serbia. Es conocido por su estilo de interpretación excéntrico, que obtuvo un gran número de fanáticos que llegan al cultismo, y tanto elogios como duras críticas de expertos musicales.

## Vida y estudios
Empezó a estudiar piano a los siete años. A los doce, después de haber pasado su infancia en Yugoslavia, él y su familia se trasladaron a Moscú, donde Ivo estudió en la Escuela Central de Música (1969-1974) con Yevgueni Timakin. Más tarde se graduó en el Conservatorio Chaikovski de Moscú. En 1976 se convirtió en alumno de Aliza Kezeradze, con la que estudia intensamente y que le transmite la tradición de la escuela Liszt-Ziloti. Se casan en 1980 y permanecen juntos hasta 1996, año en que su esposa muere. A partir de entonces cesan sus grabaciones y se deja ver en conciertos en raras ocasiones. Recientemente está de nuevo en activo y ha vuelto a dar conciertos.

## Concursos
Tras terminar la convalecencia de una seria enfermedad, en 1978 ganó el Concurso Casagrande en Terni, Italia, y en 1980 el Concurso Musical Internacional de Montreal. Paradójicamente, el escándalo provocado por la pianista argentina y miembro del jurado Martha Argerich por su eliminación en las semifinales del Concurso Internacional de Piano Frédéric Chopin en Varsovia en 1980, le supuso el salto a la fama internacional gracias a la enorme repercusión mediática que tuvo el enfado de la gran pianista, quien abandonó el jurado declarando que "Pogorelich es un genio".

## Carrera musical
Su primer concierto lo interpretó en el Carnegie Hall en 1981, debutando también en Londres el mismo año. Desde entonces, ha dado varios conciertos como solista y ha tocado con varias de las orquestas más prestigiosas del mundo: Orquesta Sinfónica de Boston, Orquesta Sinfónica de Londres, Orquesta Sinfónica de Chicago, Orquesta Filarmónica de Viena, Orquesta Filarmónica de Berlín, Orquesta de París, entre muchas otras. 

### Grabaciones
Pogorelich pronto empezó a grabar para el Deutsche Grammophon y en 1982 se convirtió en uno de sus artistas exclusivos. Ha grabado obras de Bach, Beethoven, Brahms, Chopin, Liszt, Mozart, Músorgski, Prokófiev, Rajmáninov, Ravel, Scarlatti, Skriabin y Chaikovski.

## Recepción crítica
En 1980, Pogorelich fue eliminado en la tercera ronda del X Concurso Internacional de Piano Frédéric Chopin en Varsovia, lo que provocó opiniones controvertidas de los jueces. Uno de los jurados, Martha Argerich, lo proclamó "genio" y renunció al jurado en protesta. Otros dos miembros del jurado dijeron que era "impensable que un artista así no llegara a la final". Sin embargo, otros jueces expresaron su desaprobación por las excentricidades de Pogorelich. Eugene List le dio una puntuación muy baja y explicó: "Él no respeta la música. Usa los extremos hasta el punto de distorsionarlo. Y actúa demasiado". Louis Kentner renunció después de que todos sus estudiantes fueran eliminados de la competencia. en la primera etapa, alegando que "si personas como Pogorelich llegan a la segunda etapa, no puedo participar en el trabajo del jurado. Tenemos diferentes criterios estéticos". Sin embargo, la publicidad del escándalo ha ayudado a Pogorelich a iniciar su carrera.
Las actuaciones de Pogorelich a menudo han sido controvertidas. Sus interpretaciones han sido bien recibidas por el público de los conciertos pero no siempre por la crítica. El pianista clásico inglés Peter Donohoe notó una serie de "ataques humillantes" de los críticos a lo largo de la carrera de Pogorelich, mientras creía que su estrellato se debía a "camiones publicitarios de estilo pop basados en sus excentricidades" más que en su talento. Su primera grabación de la Sexta Sonata de Prokófiev recibió elogios, incluido un premio Rosette en la Penguin Guide to Classical Recordings. Sin embargo, el crítico del New York Times, Harold C. Schonberg, criticó a Pogorelich por sus tempos inusualmente lentos en la operación. 111 de la Sonata de Beethoven, y dijo que Pogorelich "parece tratar desesperadamente de ser el Glenn Gould del pianismo romántico (con algunas de las excentricidades de Gould, pero ninguna de sus genialidades)". Veinte años después, otro crítico del New York Times, Anthony Tommasini, regresa a una interpretación de la misma pieza, escribiendo: “Aquí hay un talento inmenso que se ha extraviado trágicamente.
En 2015, después de una larga ausencia de la escena de conciertos del Reino Unido, el recital de Pogorelich en el Royal Festival Hall fue muy negativamente valorado por la crítica. Escribiendo para The Guardian, Andrew Clements desacreditó fuertemente su actuación, donde "la brillantez técnica aparentemente ha desaparecido, dejando solo la tosquedad atrás", y criticó su forma de tocar el piano como "tan brutalmente fuerte y cruda que [...] Steinway estaba sufriendo audiblemente por su asalto."

## Fundaciones y ayudas de Pogorelich
En 1986, Pogorelich estableció una fundación en Croacia para dar ayuda a jóvenes artistas a que realicen sus carreras. Desde 1989, el Festival Ivo Pogorelich organizado en Bad Wörishofen da la oportunidad a jóvenes artistas para poder llegar a ser reconocidos.
En diciembre de 1993, Pogorelich organizó el Concurso Internacional de Piano que lleva su nombre, cuya misión es ayudar a jóvenes músicos a desarrollar su carrera. El primer premio en la única edición que se ha celebrado fue de 100.000 dólares, con lo que es hasta la fecha el concurso musical mejor dotado económicamente del mundo.
En 1994 creó otra fundación que organizaba conciertos. El dinero de dichos conciertos iba destinado a donar ayuda médica a la gente de Sarajevo y a construir un hospital. Ivo Pogorelich ha dado varios conciertos de caridad para ayudar a la reconstrucción de la misma ciudad, para ayudar a la Cruz Roja y para la lucha contra enfermedades como el cáncer. En 1988 fue nombrado Embajador de buena voluntad por la Unesco.

## Citas
Primero, la perfección técnica como algo natural. Segundo, una comprensión del trabajo del sonido del piano, como el que perfeccionaron compositores de finales del siglo XIX y principios del XX, compositores que entendieron el piano como la voz humana... y como una orquesta con la que se puede producir una variedad de colores. Tercero, la necesidad de aprender cómo usar los nuevos instrumentos, que son más ricos en sonido. Cuarto, la importancia de la diferenciación.
Ivo Pogorelić, acerca de las cosas más importantes que Aliza Kezeradze le enseñó.

Premios:
En 2014 recibió la Medalla de Oro del Festival Internacional de Música y Danza de la Ciudad de Úbeda, que entrega la Asociación Amigos de la Música de esa ciudad, Patrimonio de la Humanidad.